# Sarah Myriam Mazouz
Sarah Myriam Mazouz (29 de abril de 1987) es una deportista gabonesa que compite en judo. Ganó una medalla en los Juegos Panafricanos de 2019, y cinco medallas en el Campeonato Africano de Judo entre los años 2014 y 2020.

## Palmarés internacional
| Juegos Panafricanos | Juegos Panafricanos         | Juegos Panafricanos | Juegos Panafricanos |
| Año                 | Lugar                       | Medalla             | Categoría           |
| ------------------- | --------------------------- | ------------------- | ------------------- |
| 2019                | Rabat (Marruecos)           | Medalla de oro      | –78 kg              |
| Campeonato Africano |                             |                     |                     |
| Año                 | Lugar                       | Medalla             | Categoría           |
| 2014                | Puerto Louis (Mauricio)     | Medalla de plata    | –78 kg              |
| 2015                | Libreville (Gabón)          | Medalla de plata    | –78 kg              |
| 2016                | Túnez (Túnez)               | Medalla de bronce   | –78 kg              |
| 2019                | Ciudad del Cabo (Sudáfrica) | Medalla de bronce   | –78 kg              |
| 2020                | Antananarivo (Madagascar)   | Medalla de plata    | –78 kg              |